# Sonja Northing

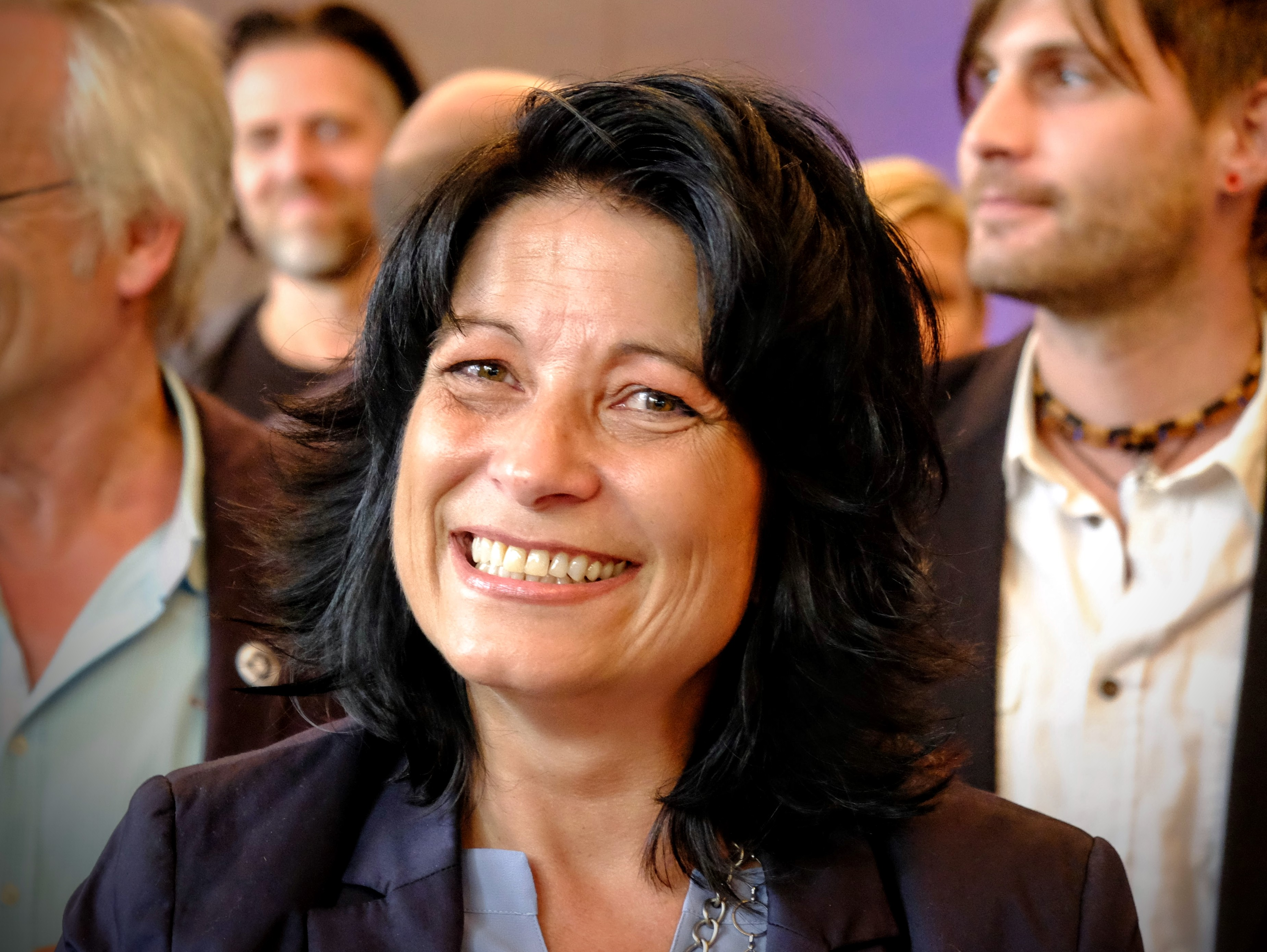
Sonja Northing am 13. September 2015 in Kleve

Sonja Northing (* 17. Februar 1968 in Kleve als Sonja Derith; † 16. Dezember 2024) war eine deutsche parteilose Politikerin. Von September 2015 bis November 2020 war sie als Nachfolgerin von Theo Brauer Bürgermeisterin der Stadt Kleve.

## Leben
Northing machte 1987 am Johanna-Sebus-Gymnasium in Kleve ihr Abitur. Nach ihrem Eintritt in die Stadtverwaltung Kleve absolvierte sie ein Duales Studium, das sie als Diplom-Verwaltungswirtin abschloss. 1991 bis 1995 war sie Sachbearbeiterin im Sozialamt Kleve, 1995 bis 2004 Verwaltungsleiterin der Volkshochschule Kleve, 2004 bis 2009 Allgemeine Verwaltungsprüferin im Fachbereich Rechnungsprüfung. Ab 2009 war Northing Fachbereichsleiterin für Arbeit und Soziales.
Northing starb an einer Lungenentzündung. Sie hinterlässt ihren Ehemann und eine Stieftochter.

## Politik
2015 ging Northing als Kandidatin von SPD, FDP und der Freien Wählergemeinschaft Offene Klever in den Kommunalwahlkampf. Sie gewann die Bürgermeisterwahl 2015 mit 64,5 % gegen Kandidaten der CDU und der Grünen. Sie wurde als erstes Nicht-CDU-Mitglied nach dem Ende des Zweiten Weltkriegs auf den Posten des Klever Bürgermeisters gewählt. In der medialen Resonanz wurde das Wahlergebnis als „Erdrutschsieg“ (RP) und „Sensation“ (WDR) bezeichnet.
Im September 2020 hat Northing die Stichwahl gegen ihren Herausforderer Wolfgang Gebing (CDU) verloren. Am 2. November 2020 hat sie die Amtsgeschäfte an ihn übergeben.

## Belege
1. 1 2  Trauer in Kleve: Ex-Bürgermeisterin Sonja Northing ist gestorben. In: www.nrz.de. 16. Dezember 2024, abgerufen am 18. Dezember 2024.
2. ↑  Kommunalwahlen 2015 - Vorläufige Ergebnisse, Ministerium für Inneres und Kommunales Nordrhein-Westfalen
3. ↑  Termine für Kommunalwahl und Bürgermeisterwahlen in NRW (Memento vom 8. Dezember 2015 im Internet Archive), Städte- und Gemeindebund NRW
4. ↑  Homepage Sonja Northing (Memento vom 16. September 2015 im Internet Archive)
5. ↑  Matthias Grass: Erdrutsch-Sieg für Sonja Northing, Rheinische Post Kleve, 14. September 2015
6. ↑  Sensation in Kleve (Memento vom 16. September 2015 im Internet Archive), Westdeutscher Rundfunk, Studio Duisburg, Nachrichten, 13. September 2015

| Personendaten    | Personendaten                |
| ---------------- | ---------------------------- |
| NAME             | Northing, Sonja              |
| ALTERNATIVNAMEN  | Derith, Sonja (Geburtsname)  |
| KURZBESCHREIBUNG | deutsche Kommunalpolitikerin |
| GEBURTSDATUM     | 17. Februar 1968             |
| GEBURTSORT       | Kleve                        |
| STERBEDATUM      | 16. Dezember 2024            |